# Sträv stockros
Sträv stockros (Alcea setosa) är en malvaväxtart som först beskrevs av Pierre Edmond Boissier, och fick sitt nu gällande namn av Friedrich Christoph Wilhelm Alefeld. Enligt Catalogue of Life ingår Sträv stockros i släktet stockrosor och familjen malvaväxter, men enligt Dyntaxa är tillhörigheten istället släktet stockrosor och familjen malvaväxter. Arten förekommer tillfälligt i Sverige, men reproducerar sig inte. Inga underarter finns listade i Catalogue of Life.

## Bildgalleri

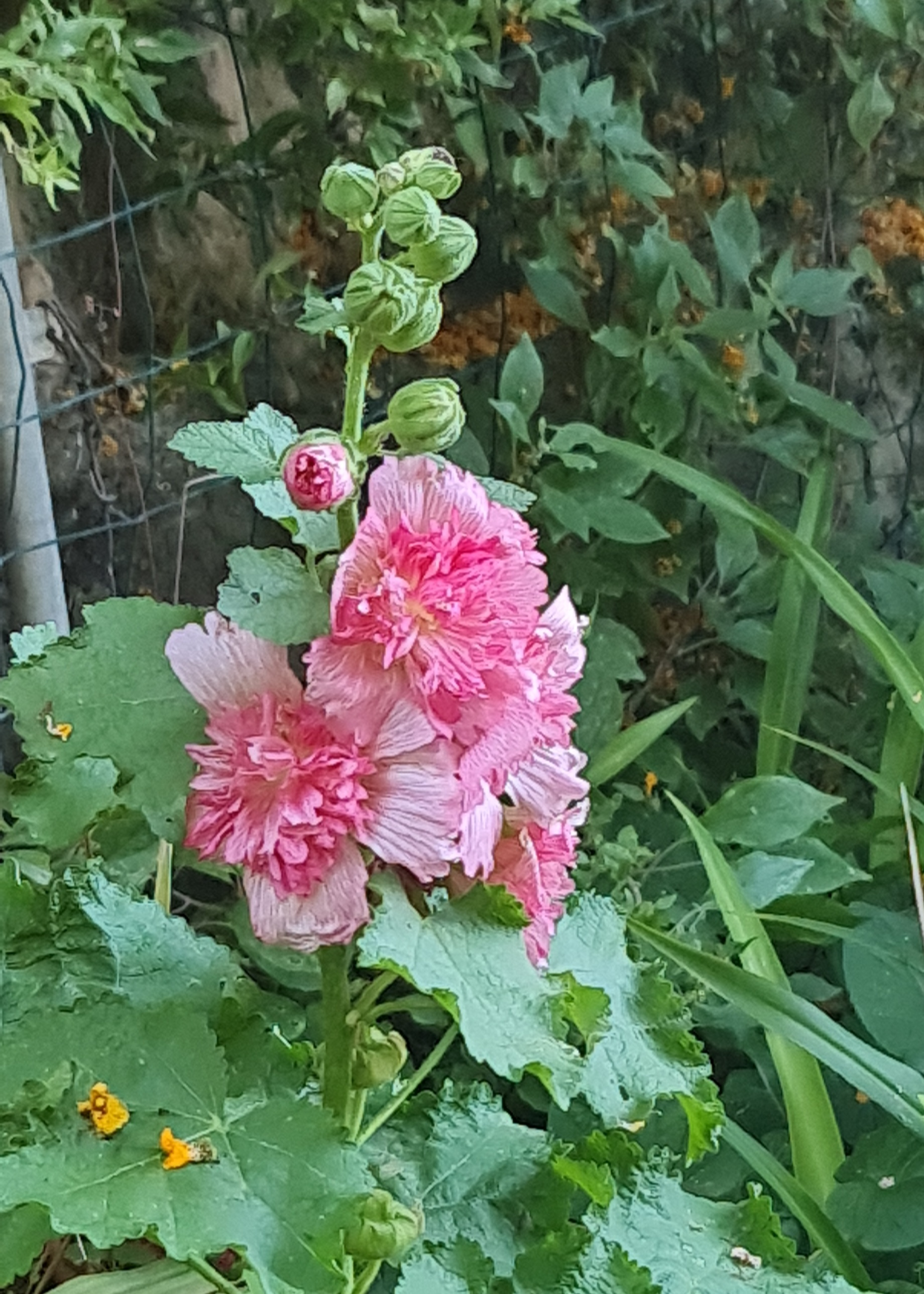
Sträv stockros, Israel
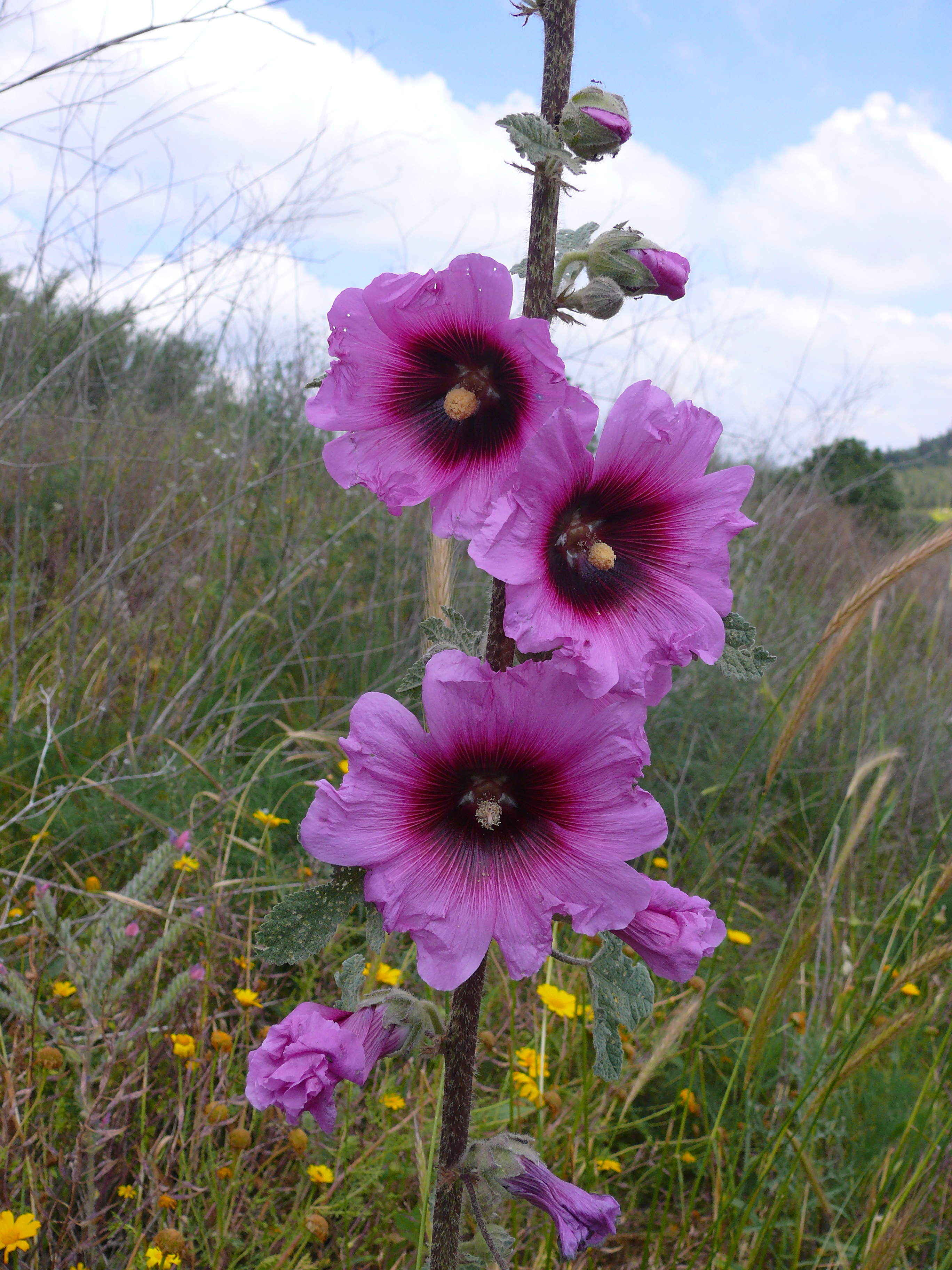
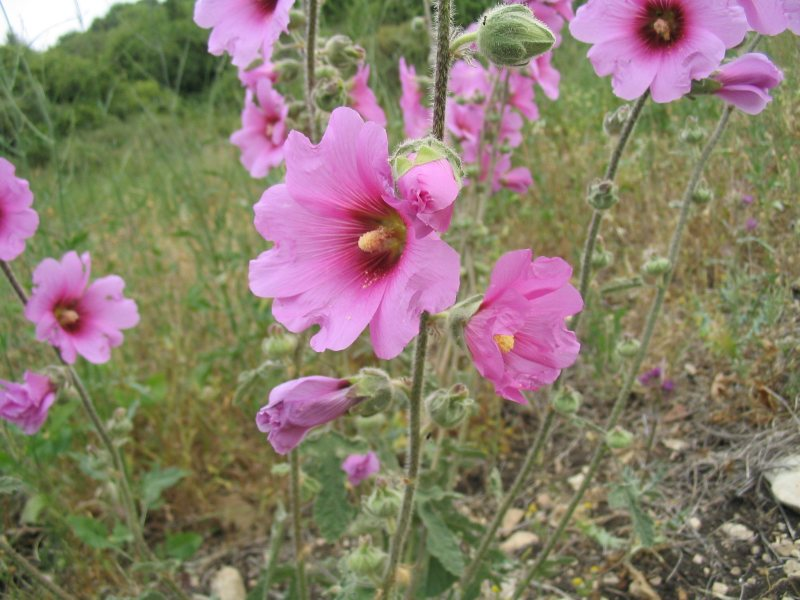
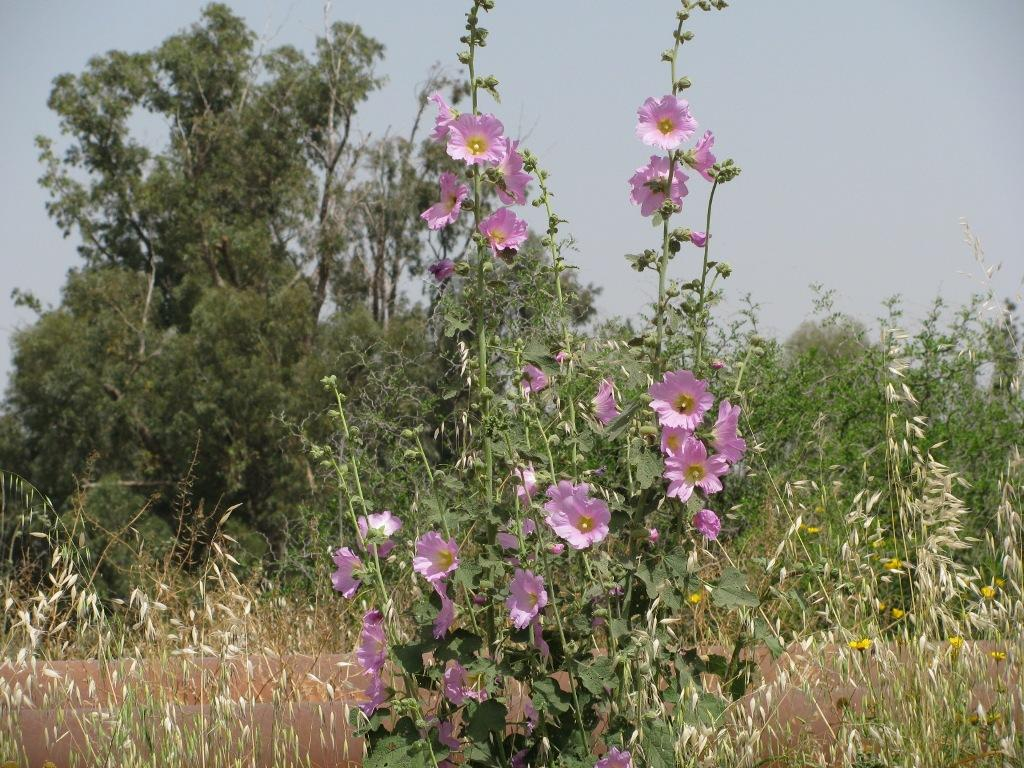